# 孫智宏
孫智宏（1965年10月16日—），和其孿生兄弟孫智偉同為數學家，研究範疇為數論、組合數學、極值圖論和特殊函數。

## 生平
他現在任教於淮陰師範學院。
他和其兄弟提出了沃爾-孫-孫素數，以尋找費馬大定理的反例。

## 外部連結
- Zhi-Hong Sun